# Politeia
Politeia, grekiskt ord med den ungefärliga betydelsen "statsförfattning". Hos Aristoteles kan termen avse dels namnet på det verk om politik som på svenska vanligen kallas Politiken, men också en av de tre "goda" statsförfattningarna som Aristoteles tar upp däri.
Aristoteles skiljer på tre olika former av styrelseskick: enmans-, fåtals- och flervälde. (Denna uppdelning är inte Aristoteles egen, utan går tillbaka åtminstone till Herodotos.) Vart och ett av dessa styrelseskick kan ha en god och en dålig form. I den goda formen arbetar staten för det allmänna intresset, medan i den dåliga formen gynnar staten endast den makthavande gruppen. Politeia är enligt Aristoteles den goda formen av flervälde, som kännetecknas av lagstyre och maktdelning mellan olika organ, samt ett brett deltagande, dock inte så omfattande som i den atenska demokratin. Den dåliga formen av flervälde var demokrati, något som för Aristoteles (och många senare författare) kom att betyda "pöbelvälde", där den fattiga massan styrde i sitt egenintresse. Detta var inte den allenarådande definitionen av ordet i det klassiska Grekland: ledarna för den atenska demokratin (till exempel Perikles) använde ordet med betydligt mer positiva underbetydelser.